# Liar (Jelly-Roll-Lied)
Liar (englisch Lügner) ist ein Lied des US-amerikanischen Sängers Jelly Roll. Es erschien am 2. August 2024 als zweite Single des Albums Beautifully Broken.

## Inhalt
All My Life ist ein Country/Rock-Song, der von Jason DeFord, Ben Johnson, Ashley Gorley, Taylor Phillips geschrieben wurde. Der Text ist in englischer Sprache verfasst. Liar ist 3:24 Minuten lang, wurde in der Tonart Cis-Dur geschrieben und weist ein Tempo von 114 BPM auf. Produziert wurde das Lied von Zach Crowell. Das Lied zeigt die verheerenden Auswirkungen der Sucht auf die psychische Gesundheit eines Menschen. Der Text beschreibt, wie es ist, die Versuchungen der Stimmen im Kopf zu spüren, die einen ermutigen, mit dem Missbrauch von Substanzen weiterzumachen.
| „You ain’t nothing but a liar Yeah I walked right out the fire Yeah you tried to keep me down Tried to put me underground But I’m only going higher“ – Refrain, Originalauszug | „Du bist nichts anderes als ein Lügner Yeah, ich ging direkt aus dem Feuer Yeah, du versuchtest mich niederzumachen mich in den Untergrund zu bringen aber für mich geht’s nur nach oben“ – Refrain, Übersetzung |

Jelly Roll stellte das Lied erstmals am 16. Mai 2024 live bei den Academy of Country Music Awards vor. Bevor das Lied begann, sagte er zum Publikum, dass er das Lied womöglich nie veröffentlichen würde. Er wolle mit seiner Band das Lied aufführen und sehen, ob es funktioniert Fünf Tage später folgte ein Auftritt beim Staffelfinale der Castingshow The Voice USA. Einen weiteren Auftritt hatte er mit dem Lied bei den Billboard Music Awards 2024.

## Musikvideo
Für das Lied wurde ein Musikvideo veröffentlicht, bei dem Jensen Noen Regie führte und von Ronnie Radke und Tyler Smith produziert wurde. Das Video zeigt Jelly Roll in einem dunklen, heruntergekommenen Wohnzimmer. In vielen Szenen sieht er dabei auf ein Spiegelbild, das den besungenen Lügner darstellt.

## Rezensionen
Das Onlinemagazin Industry Reviews beschrieb Liar als „auffallenden Beleg“ dafür, wie Jelly Roll „persönliche Kämpfe in nachvollziehbare und unwiderstehliche Musik verwandeln kann“. Das Lied ist „eine Erinnerung daran, dass Wahrheit und Integrität immer über Betrug und Manipulation siegen werden“. Jess vom Onlinemagazin Taste of Country fragte sich, warum Jelly Roll ein solch „kraftvolles Lied spielt ohne die Intention, es zu veröffentlichen“. Er könnte seine Entscheidung überdenken, besonders „weil die Reaktionen durchweg positiv sind“.

## Kommerzieller Erfolg

### Chartplatzierungen
| ChartsChartplatzierungen               | Höchstplatzierung | Wochen |
| -------------------------------------- | ----------------- | ------ |
| Vereinigte Staaten (Billboard)         | 31 (24 Wo.)       | 24     |
| Vereinigte Staaten (Billboard Country) | 5 (32 Wo.)        | 32     |
| Vereinigte Staaten (Billboard Rock)    | 15 (… Wo.)        | …      |

Darüber hinaus erreichte das Lied im Dezember 2024 Platz eins der Billboard Mainstream Rock Songs.

### Auszeichnungen für Musikverkäufe
| Land/Region               | Auszeichnungen für Musikverkäufe (Land/Region, Auszeichnung, Verkäufe) | Verkäufe  |
| ------------------------- | ---------------------------------------------------------------------- | --------- |
| Kanada (MC)               | Platin                                                                 | 80.000    |
| Vereinigte Staaten (RIAA) | Platin                                                                 | 1.000.000 |
| Insgesamt                 | 2× Platin ·                                                            | 1.080.000 |